# OSA-Bucht
OSA-Bucht är en vik i Antarktis. Den ligger i Östantarktis. Nya Zeeland gör anspråk på området.